# Cantó de Baugé
El cantó de Baugé és una antiga divisió administrativa francesa del departament de Maine i Loira, situat al districte de Saumur. Comptava amb 14 municipis i la seu administrativa era Baugé. Va ser abolit el 2015.

## Municipis
- Baugé
- Bocé
- Chartrené
- Cheviré-le-Rouge
- Clefs-Val d'Anjou
- Cuon
- Échemiré
- Fougeré
- Le Guédeniau
- Le Vieil-Baugé
- Montpollin
- Pontigné
- Saint-Martin-d'Arcé
- Saint-Quentin-lès-Beaurepaire

## Història
| Data d'elecció                           | Identitat         | Partit                     | Qualitat |
| ---------------------------------------- | ----------------- | -------------------------- | -------- |
| 1945-1958                                | Xavier Thuau      | Divers droite              |          |
| 1958-1973                                | Adolphe Sirodeau  | UNR, després Divers droite |          |
| 1973-1979                                | Hubert Bourgeois  | Divers droite              |          |
| 1979-1985                                | Alain Chaslerie   | PS                         |          |
| 1985-1992                                | Pierre Salvetat   | UDF-CDS                    |          |
| 1992-2004                                | Pierre Guibert    | PS                         |          |
| 2004-2011                                | Régis Dangremont  | PS                         |          |
| 2011-2015                                | Philippe Chalopin | Divers droite              |          |
| les dades anteriors no són pas conegudes |                   |                            |          |
|                                          |                   |                            |          |

## Demografia
| A partir de 1990: Població sense dobles comptes |